# Quimistán
Quimistán è un comune dell'Honduras facente parte del dipartimento di Santa Bárbara.
Il comune risulta come entità autonoma già nel censimento del 1791.

## Televisione
Canal 3 Quimistan, anche nota semplicemente come None, è un'emittente televisiva honduregna di Quimistán.